# Donald Rumbelow
Donald Rumbelow (* 1940) ist ein britischer Kriminalhistoriker, ehemaliger Kurator des „City of London Police Crime Museum“ und u. a. Autor des Buches „The Complete Jack the Ripper“. Er ist Experte auf dem Gebiet der Jack-the-Ripper-Forschung und veranstaltet in London täglich einen Spaziergang zu den Tatorten der berüchtigten Ripper-Morde.

## Schriften
- I Spy Blue: Police and Crime in the City of London from Elizabeth I to Victoria, Verlag Macmillian, 1971
- Houndsditch Murders, Verlag Macmillian, 1973
- D. Rambelow, Judy Hindley, Colin King: Detection (Know how books), Usborne Publishing Ltd, 1978
- Triple Tree, Harap, 1982
- The Complete Jack the Ripper (True Crime), Penguin Books Ltd, 1988, ISBN 0-14-017395-1
- Stewart P. Evans und D. Rumbelow: Jack the Ripper: Scotland Yard Investigates, Sutton Publishing, 2007, ISBN 0-7509-4228-2